# Sjösalavår
Sjösalavår är en svensk dramafilm från 1949, med manus och regi av Per Gunvall. Filmen är baserad på Evert Taubes Sjösalaboken, och trubaduren och hans familj medverkar själva i filmen.

## Handling
Trubaduren Evert Taube sitter på sitt Sjösala i Roslagen och har pengabekymmer. Fordringsägarna är efter honom, och han har inga pengar. Han bestämmer sig därför för att resa till Buenos Aires för att skaffa stoff till nya visor, och får ett rejält förskott från sin förläggare till resan.
Efter att ha tagit avsked av familjen reser Evert in till Stockholm. Under båtfärden fantiserar han om Fritiof Anderssons (Elof Ahrle) äventyr i olika delar av världen. Fantasierna skildras i filmen, och ackompanjeras av visorna om Fritiof.
Framme i Stockholm går Taube till restaurangen Den Gyldene Freden i Gamla Stan, där han återbetalar sina skulder tills han är alldeles skuldfri. Då har emellertid pengarna tagit slut, och han kan inte resa till Buenos Aires. Detta är dock ingen större fara vare sig för Evert eller för hans vänner.

## Om filmen
Sjösalavår spelades in mellan juni och november 1948. Exteriörscenerna filmades i Stavsnäs på Värmdö, på olika ställen i Stockholm, på Berga i Nynäshamn, samt i Rom, Genua, San Remo, Nice, Buenos Aires och Montevideo.
Filmen hade premiär den 5 september 1949 på Biografen Grand i Stockholm. Den fick blandad kritik: Signaturen Ulph i Aftontidningen skrev uppskattande om den, liksom signaturen Casper i Svenska Dagbladet, som dock skriver att "någon storfilm är det nu inte fråga om". Carl Björkman på Dagens Nyheter skriver dock:
| ” | Men det har ändock inte blivit någon bra film. Snarare häpnar man över alla de chanser som denna film försuttit. Den är långsam och omständlig -- det tar evigheter tills den kommer i gång, och sedan blir den för flottig, den buktar till på en stump här och en stump där utan att någon enda gång riktigt knyta sig samman. | „ |

Sjösalavår var den sista av tre 1940-talsfilmer som var löst baserade på Evert Taubes visor. Den första var I Roslagens famn (1945), den andra Maj på Malö (1947). De båda tidigare filmerna regisserades av Schamyl Bauman.
Sjösalavår har visats i SVT, bland annat i november 2019.

## Rollista i urval
- Evert Taube - sig själv
- Astri Taube - sig själv
- Sven-Bertil Taube - sig själv
- Elof Ahrle - Fritiof Andersson
- Maj-Britt Nilsson - Elvira
- Benkt-Åke Benktsson - Konsuln
- Hjördis Petterson - Konsulinnan
- Ellen Rasch - Carmencita
- Stig Järrel - Carmencitas pappa

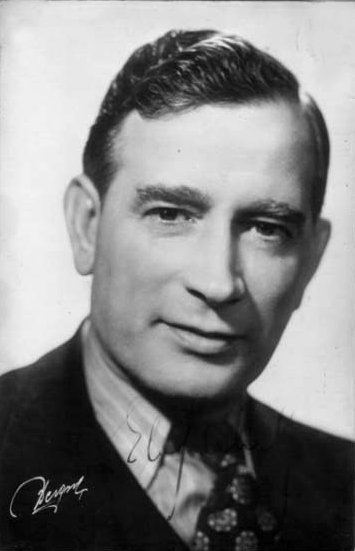
Elof Ahrle.

- John Elfström - Ernst Georg Johansson
- Åke Fridell - Karl-Oscar
- Douglas Håge - Kocken

## Musik

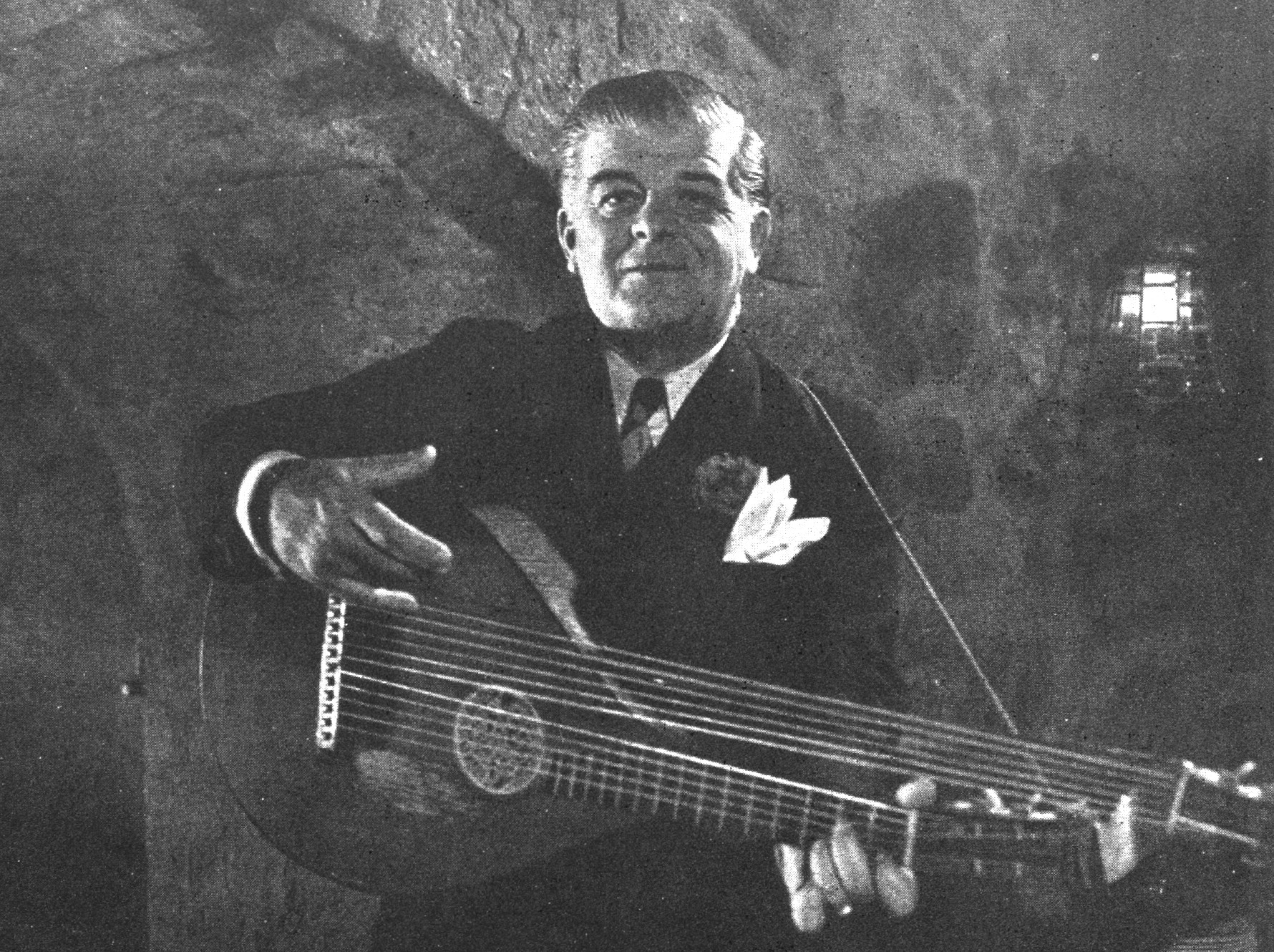
Evert Taube, cirka 1942.

Följande visor av Evert Taube förekommer i filmen. Om inget annat anges sjungs de av Taube själv.
- Himlajord
- Sjösalavår (sång)
- Fritiof Anderssons paradmarsch (instrumental)
- Nocturne
- Oxdragarsång
- Sjösalavals
- Möte i monsunen (instrumental)
- Balladen om Gustaf Blom från Borås
- Balladen om Ernst Georg Johansson från Uddevalla (Evert Taube, Elof Ahrle)
- Rosa på bal (Evert Taube, Elof Ahrle, Marianne Schüler)
- Tango Rosa (instrumental)
- Hjalmar och Elvira
- Stockholmsmelodi
- Eldarevalsen
- Flickan i Havanna (Elof Ahrle, John Elfström)
- Fritiof och Carmencita (Margareta Sjöstedt, Elof Ahrle)
- Mirrabooka marsch (Elof Ahrle)
- Den glade bagarn i San Remo (Elof Ahrle)
- Fritiof i Arkadien
- Byssan lull
- Tango i Nizza (Margareta Sjöstedt, Elof Ahrle)
- Brevet från Lillan (Ulla Castegren (osäker uppgift))
- Calle Lång dansar portugis
- Den instängde poeten (Hans Wihlborg (osäker uppgift))
- Huldas Karin

## DVD
Filmen gavs ut på DVD 2011 och 2017.